# Casa Colorada (Nuevo México)
Casa Colorada es un lugar designado por el censo ubicado en el condado de Valencia en el estado estadounidense de Nuevo México. En el Censo de 2010 tenía una población de 272 habitantes y una densidad poblacional de 18,7 personas por km².

## Geografía
Casa Colorada se encuentra ubicado en las coordenadas 34°32′50″N 106°44′32″O / 34.54722, -106.74222. Según la Oficina del Censo de los Estados Unidos, Casa Colorada tiene una superficie total de 14.54 km², de la cual 14.52 km² corresponden a tierra firme y (0.12%) 0.02 km² es agua.

## Demografía
Según el censo de 2010, había 272 personas residiendo en Casa Colorada. La densidad de población era de 18,7 hab./km². De los 272 habitantes, Casa Colorada estaba compuesto por el 86.76% blancos, el 0% eran afroamericanos, el 0% eran amerindios, el 0% eran asiáticos, el 0% eran isleños del Pacífico, el 11.03% eran de otras razas y el 2.21% pertenecían a dos o más razas. Del total de la población el 70.96% eran hispanos o latinos de cualquier raza.